# Loceri
Loceri (en sard, Lotzeri) és un municipi italià, dins de la província de Nuoro. L'any 2007 tenia 1.311 habitants. Es troba a la regió del'Ogliastra. Limita amb els municipis de Bari Sardo, Ilbono, Lanusei, Osini, Tertenia.

## Administració
| Període | Identitat    | Partit        |
| ------- | ------------ | ------------- |
| 2005-   | Carlo Balloi | Llista Cívica |